# Nokia 3230

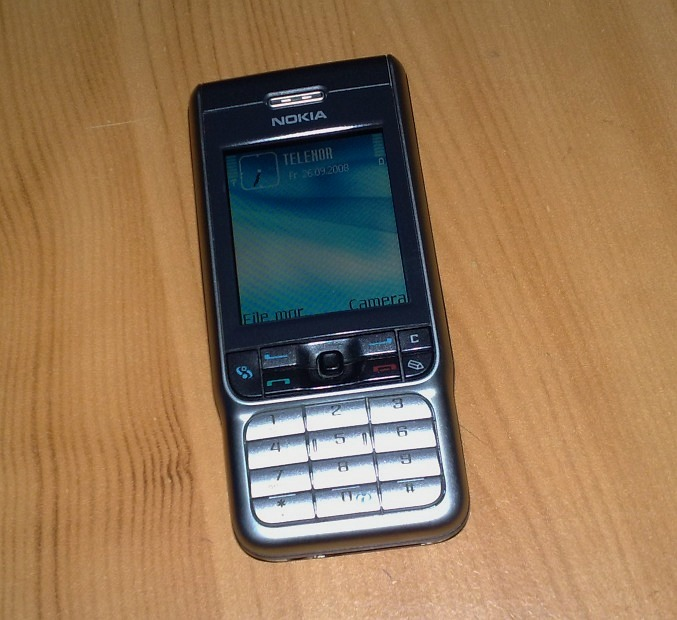
Nokia 3230

Le Nokia 3230 est un téléphone cellulaire/smartphone sous Symbian S60 sorti le 2 novembre 2004. C'est le premier GSM sous Symbian S60 destiné au grand public.
Il tourne sous Symbian S60 7.0, permet de jouer en multijoueur par Bluetooth, possède une caméra 1,3 mégapixel et un port MMC pour stocker plus d'applications, images, videos, etc., possède la fonction Push-to-Talk, Lifeblog, un écran 65 536 couleurs de 178 × 208, permet d'envoyer des MMS et une version spéciale de RealPlayer. Il communique par EDGE et par GPRS.
Il est aussi attaqué par le virus CommWarrior qui se répand par Bluetooth.